# 切爾沃納諾沃謝利夫卡
47°36′39″N 32°56′43″E / 47.61083°N 32.94528°E
切爾沃納諾沃謝利夫卡（烏克蘭語：Червона Новоселівка），是烏克蘭南部的村莊，隸屬尼古拉耶夫州的巴什坦卡區。該村始建於1815年，面積0.09平方公里，2001年人口19，人口密度每平方公里206.5人。